# 格拉沃圣阿芒
格拉沃圣阿芒（法語：Graves-Saint-Amant，法語發音：[ɡʁav sɛ̃.t‿amɑ̃]）是法国夏朗德省的一个市镇，属于干邑区。

## 地理
格拉沃圣阿芒（45°38'38"N, 0°5'39"W）面积8.99 平方千米，位于法国新阿基坦大区夏朗德省，该省份为法国西部内陆省份，北起德塞夫勒省和维埃纳省，东临上维埃纳省，东南至多尔多涅省，南至多爾多涅省，西接滨海夏朗德省。
与格拉沃圣阿芒接壤的市镇（或旧市镇、城区）包括：昂雅克夏朗德、巴萨克、布特维尔、圣梅姆莱卡里耶尔、圣西蒙。

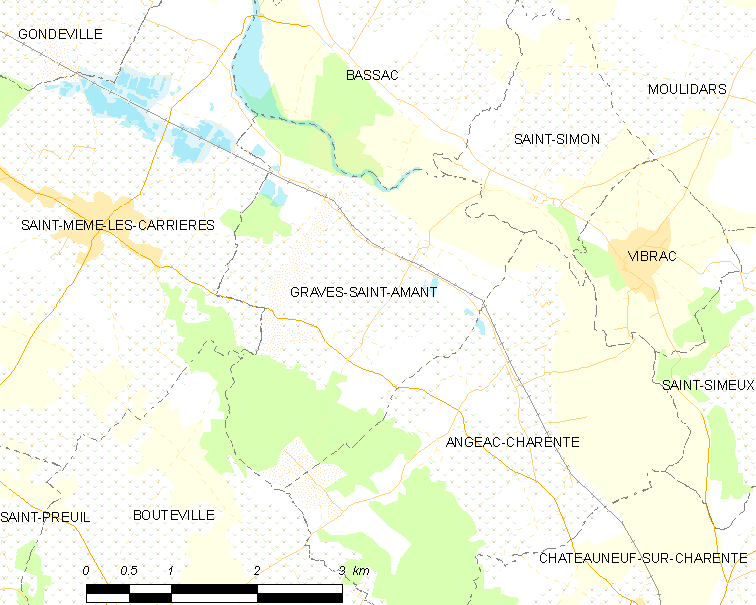
格拉沃圣阿芒的OSM定位图

格拉沃圣阿芒的时区为UTC+01:00、UTC+02:00（夏令时）。

## 行政
格拉沃圣阿芒的邮政编码为16120，INSEE市镇编码为16297。

## 政治
格拉沃圣阿芒所属的省级选区为夏朗德-香槟县。

## 人口

1962-2008年间格拉沃圣阿芒人口变化图示

格拉沃圣阿芒于2022年1月1日时的人口数量为328人。